# Juanma Ortega
Juan Manuel Ortega Seguí, més conegut com a Juanma Ortega (Barcelona, 5 de juliol de 1966) és un conegut locutor espanyol.
Va començar la seva carrera professional en diverses emissores lliures de Barcelona fins a arribar en 1986 a la Cadena de Ràdio Los 40 Principales, en la qual va romandre durant vint anys. Allí va presentar programes com "El Gran Musical", "La Otra Noche" i el repàs setmanal de la llista musical "Del 40 al 1". El seu major èxit vi amb el programa despertador "Anda ya!", que va presentar i va dirigir durant vuit anys.
A televisió va romandre durant cinc anys a Canal Plus. Va ser la cara dels repassos a la llista de "Los 40", programes d'entrevistes musicals i concursos juvenils com a "Aventura Aventura".
A la fi de 2006 es va incorporar a l'equip de "Hoy por hoy", en la Cadena SER, com a col·laborador. Realitza diverses seccions com són "Los sonidos del día", "La SER y Usted" i el resum final de cada edició. Des de setembre de 2010 i fins a juliol de 2014 ha estat l'animador del programa Carrusel Deportivo també en la Cadena SER.
Ha aconseguit guardons com el Premi Ondas pel programa "Anda ya" i l'Antena de Oro en dues ocasions com a millor presentador. L'Acadèmia de les Arts i les Ciències radiofòniques d'Espanya li ha atorgat el premi a la Millor Veu Publicitària de 2010.
Com a presentador d'esdeveniments ha estat, entre d'altres, el conductor de la cerimònia de lliurament dels Premis Ondas en 2011, o de la Gala del Venedor de l'any de la ONCE des de 2016.
Des de 2007 té la seva pròpia productora, Estudios Quinto Nivel. També és Director Creatiu de l'agència Hello Radio, pertanyent al grup Hello Media Group
Actualment compagina aquestes activitats amb el seu programa despertador en la cadena de ràdio musical Melodia FM "Despiértame Juanma".